# Weistrach
Weistrach est une commune autrichienne du district d'Amstetten en Basse-Autriche.